# Bataille de Dysert O'Dea
Expédition écossaise en Irlande
Batailles
- Moiry Pass
- Connor
- Kells
- Skerries
- Athenry
- Lough Raska
- Dysert O'Dea
- Faughart

La bataille de Dysert O'Dea opposa l'hiberno-normand Richard de Clare à des rebelles irlandais le 10 mai 1318.

## Contexte
L'invasion écossaise de l'Irlande en 1315 conduisit au déclenchement de nombreuses rébellions de petits royaumes irlandais contre la seigneurie d'Irlande contrôlée par le royaume d'Angleterre.
Deux branches rivales du clan O'Brien entrent en conflit en 1317 à propos du contrôle du royaume de Thomond. Muircheartach mac Toirdhelbaich Ó Briain était le roi légitime de Thomond. Il était contesté par Mathghamhain O'Brien, allié au comte hiberno-normand Richard de Clare. De Clare régnait sur la plupart de l'Est de l'Irlande depuis son château de Bunratty, mais les Anglais respectaient l'indépendance du Thomond. L'alliance de de Clare avec Mathghamhain O'Brien sert de prétexte à Muircheartach pour envahir ses terres. Ses alliés sont défaits à la bataille du Lough Raska en août 1317.

## Déroulement de la bataille
Richard de Clare décide de mener une expédition contre Conchobhar O'Dea, le chef du Cineal Fearmaic, et son clan le Dysert O'Dea composé de fidèles alliés de Muircheartach Ó Briain. Conchobhar O'Dea demande aux clans voisins de Fedlimind O'Connor et de Loughlin Ó hEithir de le soutenir car Muircheartach O'Brien se trouve à cette époque dans l'est du comté de Clare. 
Le 10 mai 1318, Richard de Clare et une forte armée de d'anglo-normands avec l'appoint de Mathghamhain O'Brien et de Brian Ban Ó Briain, frère du défunt roi Donnchad mac Domnaill Ó Briain, approchent des domaines de O'Dea. Confiant dans sa supériorité militaire, de Clare divise ses forces  en trois corps. Conchobhar O'Dea, en infériorité numérique à son adversaire, tend un piège à de Clare au gué de Ballycullen près de Dysart O'Dea. Richard de Clare à la tête de son détachement s'engage dans un gué à la poursuite de quelques éléments de la troupe d'O'Dea. Ce dernier surgit et son armée, coupe la retraite à de Clare qui est tué avec la plus grande partie de sa troupes. 
Le reste de son armée force le passage du gué mais l'armée d'O'Dea se replie vers les bois où les hommes de Fedlimind O'Connor et de Loughlen Ó hEithir les assaillent. L'issue du combat demeure encore incertaine jusqu'à l'arrivée inopinée à la fin de la journée de Muircheartach Ó Briain qui met en déroute le reste de l'armée de de Clare et la poursuit jusqu'au château de Bunratty.